# Morti nel 1329
| Questa pagina contiene informazioni ricavate automaticamente dalle voci biografiche con l'ausilio del template Bio e di un bot. L'aggiornamento è periodico e automatico e ricostruisce completamente la pagina. Se manca una persona in questa lista, sei pregato di non aggiungerla, ma accertati piuttosto che la sua voce biografica contenga il template Bio e che i dati anagrafici siano correttamente compilati. Se il template Bio manca, inseriscilo tu stesso o, in alternativa, metti l'avviso {{tmp\|Bio}} che ne segnala la mancanza. Se i dati riportati sono sbagliati, correggi direttamente la voce biografica; le modifiche saranno visibili in questa lista entro pochi giorni. Per chiarimenti vedi il progetto biografie. La lista contiene solo le 21 persone che sono citate nell'enciclopedia e per le quali è stato implementato correttamente il template Bio. Pagina aggiornata al 18 giu 2025. |

- 17 gennaio - Rosellina di Villeneuve, monaca cristiana, religiosa e mistica francese (n. 1263)
- 21 gennaio - Enrico II di Meclemburgo, nobile tedesco
- 28 febbraio - Oscin di Corico
- 2 marzo - Giacomo Sciarra Colonna, cavaliere medievale italiano (n. 1270)
- 21 aprile - Federico IV di Lorena, duca francese (n. 1282)
- 31 maggio - Albertino Mussato, politico, letterato e drammaturgo italiano (n. 1261)
- 7 giugno - Roberto I di Scozia, re scozzese (n. 1274)
- 22 luglio - Cangrande I della Scala, condottiero italiano (n. 1291)
- 30 agosto - Khutughtu Khan, imperatore cinese (n. 1300)
- 5 settembre - Marco I Visconti, politico e condottiero italiano
- 4 novembre - Edoardo di Savoia, conte (n. 1284)
- 18 novembre - Alberghettino II Manfredi, condottiero italiano
- 27 novembre - Mahaut d'Artois, contessa (n. 1268)
- 30 novembre - Federico da Ratisbona, religioso tedesco
- Afonso Sanches, trovatore e poeta portoghese
- Uguccio Borromeo, vescovo cattolico italiano
- Eljigidey, condottiero mongolo
- Alisa d'Este, nobile italiana
- John de Menteith, nobile scozzese (n. 1275)
- Ubertino da Casale, predicatore e teologo italiano (n. 1259)
- Berardo I da Varano, condottiero e politico italiano